# Тріумфальна арка (Барселона)

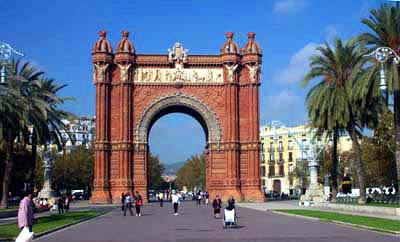
Тріумфальна арка в Барселоні, вигляд з боку проїзду Луїса Кумпаньша

Тріумфа́льна а́рка (кат. Arc de Triomf) — пам'ятник у Барселоні, що розташовується на перетині проїзду Люїса Кумпаньша (кат. passeig de Lluís Companys) та проїзду Сан Жуан (кат. passeig de Sant Joan). Пам'ятку було реконструйовано у 1989 році.

## Історія
Арка побудована до Всесвітньої виставки 1888, саме під нею можна було проїхати до центрального входу виставки. Спроєктована архітектором Жузепом Біласекою і Казанобасом (кат. Josep Vilaseca i Casanovas).
Арку побудовано з цегли червонуватого кольору у стилі неомудехар, що був дуже поширеним у XIX ст. Горішня частина арки, повернена до проїзду Сан Жуан, прикрашена барильєфами, зокрема скульптурою «Барселона вітає народи» (кат. Barcelona rep les nacions), яка була створена архітектором Жузепом Райнесом (кат. Josep Reynés). Протилежний фасад прикрашений скульптурною групою «Відзнака» (кат. Recompensa) архітектора Жузепа Лімони (кат. Josep Llimona). Фризи по боках прикрашено фігурами, які алегорично представляють сільське господарство та промисловість (архітектор Антоні Біланоба, кат. Antoni Vilanova), а також торгівлю та мистецтво (архітектор Туркуат Тасо, кат. Torquat Tassó). Окрім того на арці також розміщено герб Іспанії та іспанських провінцій.